# أرشيبالد غراسي الثالث
أرشيبالد غراسي الثالث (بالإنجليزية: Archibald Gracie III) هو عسكري أمريكي، ولد في 1 ديسمبر 1832 في نيويورك في الولايات المتحدة، وتوفي في 2 ديسمبر 1864 في بطرسبرغ في الولايات المتحدة.